# Kip
Pour les articles homonymes, voir KIP.
Le kip est la monnaie nationale de la République démocratique populaire lao. Son code international ISO 4217 est LAK.

## Historique monétaire

### Création du kip

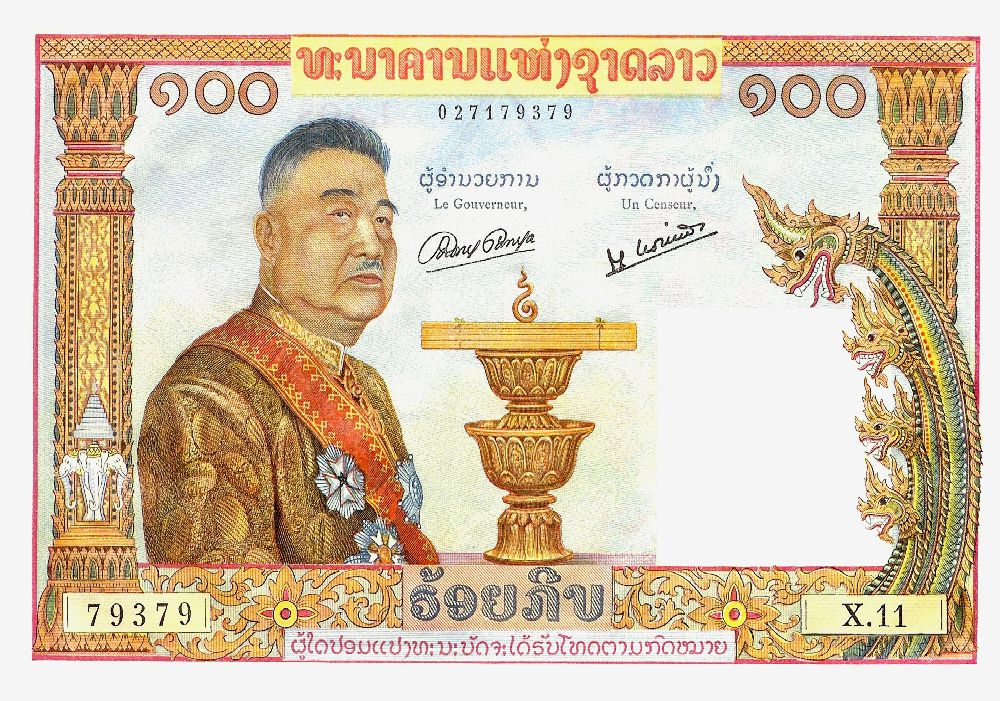
Billet de 100 kips émis en 1957, imprimé en France et figurant au verso Sisavang Vong.

Au sortir de la Seconde Guerre mondiale, en 1945–1946, le Gouvernement libre du Laos (Lao Issara) à Vientiane avait émis une série de billets pour des valeurs de 10, 20 et 50 att et de 100 kip, avant que le pouvoir colonial reprenne le contrôle du pays. Le mot kip en laotien signifie « lingotin », et fait référence à une ancienne monnaie de commodité historique, une petite barre effilée en argent métal pesant entre 60 g et 90 g, contremarquée, le lat, appelé également « langue de tigre », et dont l'usage remonte au Lan Xang,.
Après avoir utilisé la piastre indochinoise émise par la Banque de l'Indochine, le riel a été institué à la suite des accords signées à Pau le 29 novembre 1950 dans le cadre de l'Union française, le privilège d'émission monétaire est transmis de la Banque de l'Indochine à l'Institut d'émission des États associés d'Indochine (Cambodge, Laos et Vietnam), dirigé par Gaston Cusin : de nouveaux billets en piastres sont émis jusqu'en 1954. Puis en 1953, la branche laotienne de l'Institut d'émission commence à émettre des billets comportant des valeurs en piastre et en kip. Les deux autres branches font de même, avec le đồng sud-vietnamien et le riel cambodgien. Le taux de conversion entre piastre et kip est de un contre un.
Le Royaume du Laos adopte définitivement le kip comme monnaie nationale lors de son indépendance en 1954. Cette monnaie souffrit rapidement de dévaluations répétitives et n'était pas convertible. Le kip était divisé en 100 at, mais rapidement cette division fut caduque. En 1979, une réforme introduit le nouveau kip dont la valeur est de 100 anciens kips. Des billets de 1, 5, 10, 20, 50 et 100 kips circulaient. En 1988, un dollar américain s'échangeait contre 450 kips (en avril 2006, environ 10 300).

## Situation actuelle

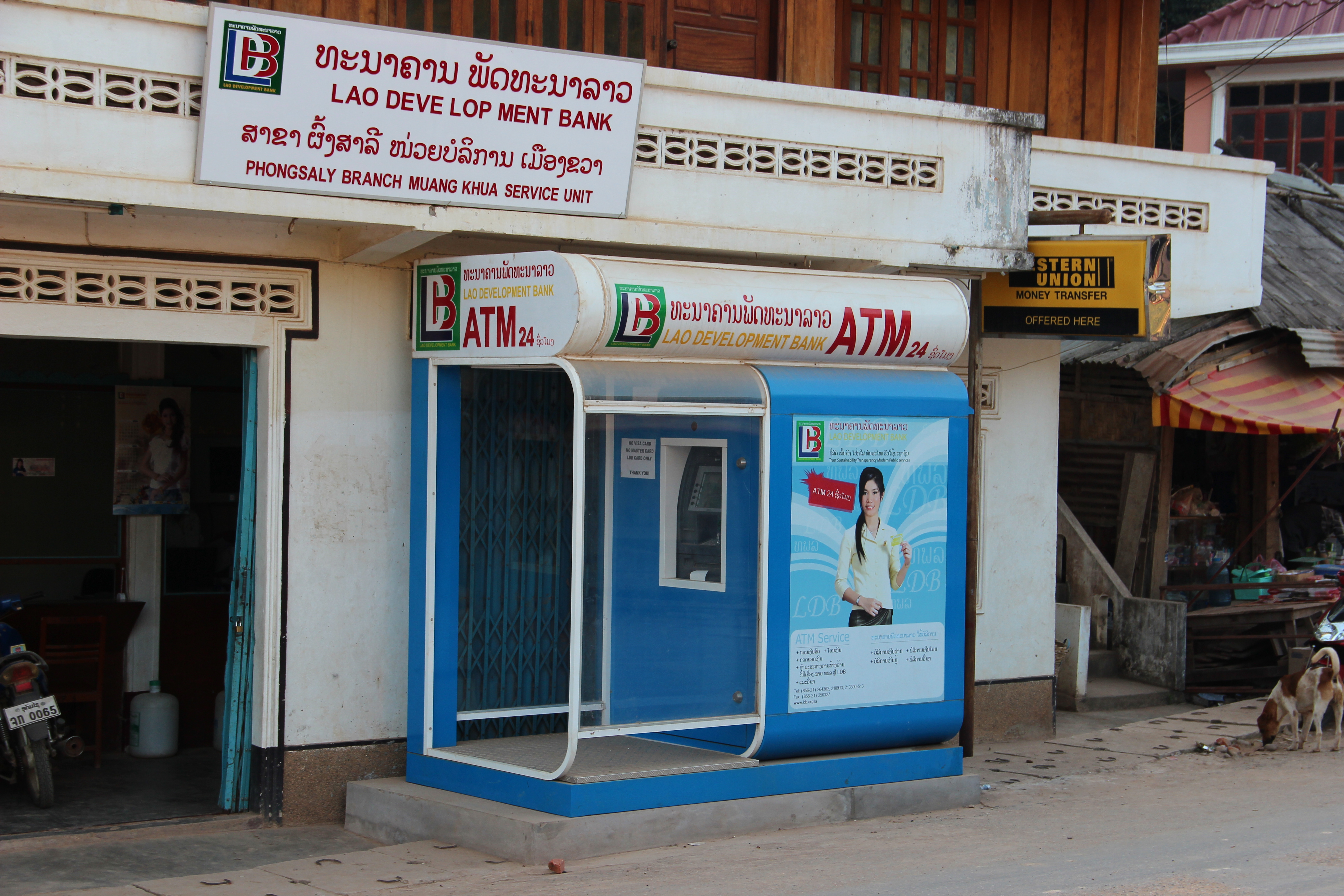
Distributeur de billets à Muang Khua (province de Phongsaly).

Le kip reste une monnaie non convertible. Son taux de change interne est d'environ 9 817 kips pour 1 euro (Janvier 2019). Le baht thaïlandais est une monnaie acceptée partout dans le pays, un baht valant environ 262 kips (février 2018).
En 1980, des pièces de 10, 20, 50 att sont émises et en 1985 des pièces de 1, 5, 10, 20, 50 kips. Ces monnaies étant des monnaies de circulation mais à buts commémoratifs[réf. nécessaire]. Elles ne circulent évidemment plus.
Jusqu'à 2006, le plus gros billet était de 20 000 kips mais il n'était pas toujours disponible en nombre et il était courant de devoir prévoir un sac spécial pour transporter une somme venant du bureau de change si on obtenait des petites coupures : avec un billet de 100 euros, on recevait souvent plus de 200 billets de 5000 kips !
En janvier 2006, un billet de 50 000 kips a été émis, de couleur brun-mauve. Cette émission est associée au trentième anniversaire de la prise de pouvoir du Pathet Lao.
Les billets de 100 000 kips sont désormais très répandus dans tout le pays (février 2018).

## Description des billets
Seul le billet de 500 kips (antérieur à 1989) reprend l'iconographie communiste, ainsi que les armoiries du Laos à cette date (comportant étoile, marteau et faucille).
Le billet de 1 000 kips présente le That Luang, redevenu symbole national, les nouvelles armoiries du pays et trois jeunes femmes appartenant aux ethnies majoritaires : hmongs, lao et kha (parlant des langues môn-khmeres).
Les billets de 2000, 5000, 10 000, 20 000, 50 000 et 100 000 kips portent l'effigie du président Kaysone Phomvihane (1920-1992), accompagné d'un monument. Sur les trois premiers, c'est le That Luang sous différents angles ; sur le billet de 20 000 kips, on reconnaît le Vat Xieng Thong de Luang Prabang.